# Pavel Aquilinas
Paulus Aquilinus nebo Aquilinas (vl. jm. Pavel Vorličný, * před rokem 1520, Hradec Králové – asi 1569, Kyjov) byl český protestantský farář a teolog, knihtiskař, autor učebnic a pedagog, humanistický básník a překladatel z latiny.
Od 1564 působil jako farář v Kyjově.
Byl jedním ze spoluautorů Moravské konfese.

## Dílo
- Flawia Jozeffa. O Wálce Zidowské, Knijhy Sedmery: K nijmžto napřed Žiwot Jozeffuo, Od něho samého sepsaney, gest přidán: Proti Apionowi, Knijhy dwoge: O Mučedlnictwij Machabeyských, Knijhy gedny (1553) (překlad)